# Zona di identificazione di difesa aerea

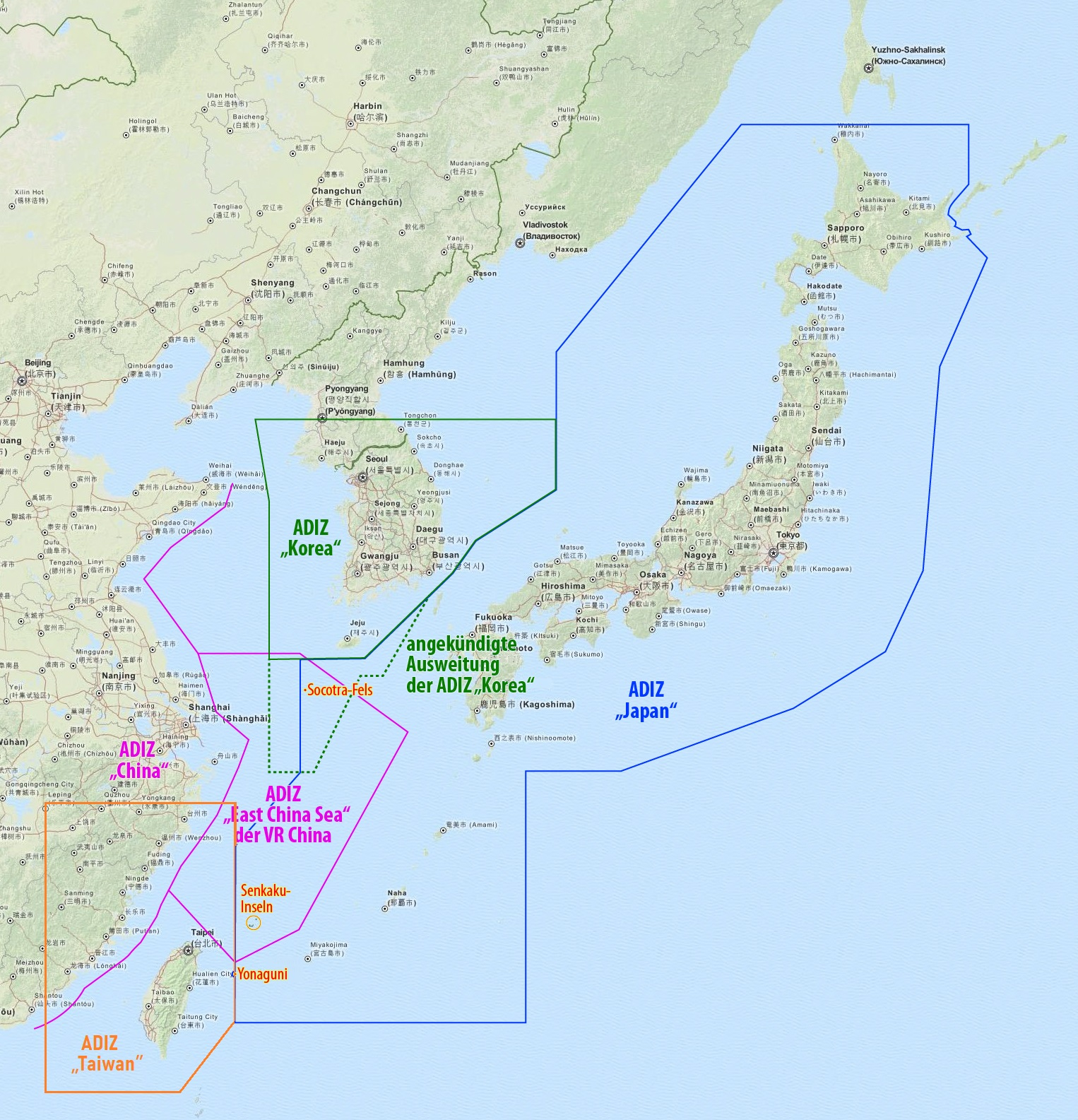
Esempi di ADIZ nella parte Est del Mar della Cina

Una zona di identificazione di difesa aerea, o zona di identificazione per la difesa aerea in lingua inglese air defence identification zone, abbreviata in ADIZ è uno spazio aereo nel quale, per entrare, gli aeromobili devono rispettare particolari procedure, elaborate non tanto per facilitare il controllo del traffico aereo, ma principalmente a vantaggio della difesa aerea e della sicurezza nazionale.
L'inosservanza delle procedure potrebbe determinare l'intervento della interdizione aerea e l'intercetto dell'aeromobile per identificazione, il dirottamento o, nei casi limite, l'abbattimento da parte dell'aviazione militare.

## Caratteristiche
Una zona di identificazione viene istituita da uno Stato qualora esso abbia necessità di irrigidire le procedure di identificazione dei velivoli rispetto a quelle normalmente previste dai servizi di controllo del traffico aereo; tali aree e procedure vengono spesso decise con atto unilaterale dagli Stati interessati e frequentemente si estendono ben al di fuori delle sue frontiere o delle sue acque territoriali, coinvolgendo anche regioni informazioni volo gestite da altre nazioni. Non esistono criteri fissi per stabilire un'ADIZ, ma nella decisione di attivazione di una zona di identificazione incidono le valutazioni politico-militari e la diversa sensibilità nei riguardi della sicurezza nazionale.
La sempre più stretta collaborazione tra gli enti militari responsabili della difesa aerea e i fornitori di servizi di navigazione aerea, spesso coubicati negli stessi centri di controllo, la diffusa applicazione di procedure standard nella compilazione e diffusione dei piani di volo e la disponibilità di informazioni aggiornate sulla condotta del traffico aereo, provenienti da tecnologie ADS-B e sistemi radar di sorveglianza, renderebbero inutili molte ADIZ che invece continuano ad essere attive imponendo limitazioni al traffico aereo.
Sulle carte aeronautiche i confini di un'Air Defence Identification Zone vengono rappresentati con una linea continua sormontata da tre linee punteggiate parallele; sopra le quattro linee è riportato l'acronimo "ADIZ". Gli standard raccomandano che nelle carte venga riportata una legenda con la descrizione delle procedure di identificazione applicate all'interno della zona.

## Procedure
Le azioni richieste al traffico che voglia entrare o attraversare un'ADIZ sono stabilite dall'autorità che ha definito la zona di identificazione e sono rese note attraverso le pubblicazioni del servizio informazioni aeronautiche quali NOTAM e circolari informazioni aeronautiche se a carattere temporaneo, oppure descritte nell'Aeronautical Information Publication (AIP) se a carattere permanente.
Le procedure richieste possono comprendere:
- il contatto radio con gli enti della difesa aerea su frequenze dedicate;[5]
- la trasmissione del piano di volo a indirizzi specifici;[5]
- l'attivazione del transponder per permettere l'identificazione da parte dei radar secondari di sorveglianza[5] e la selezione di specifici codici transponder;[6]
- l'interdizione di alcune rotte ATS.[6]

## Diritto internazionale
L'attivazione di un'ADIZ fuori dal territorio di uno Stato non sembrerebbe essere supportata da alcuna norma del diritto internazionale e parrebbe ostacolare i principi delle cosiddette "libertà dell'aria" sancite dalla Convenzione di Chicago; anche se la stessa Convenzione riconosce esplicitamente il diritto di ogni Stato contraente ad imporre restrizioni ai voli sopra il proprio territorio, analoghe imposizioni non sono previste per i sorvoli delle acque internazionali. Vero è, tuttavia, che le procedure di identificazione non precludono la circolazione aerea ma fissano delle procedure di cautela che non si configurerebbero come un'indebita espansione della sovranità nazionale.

## Esempi

### Nord America

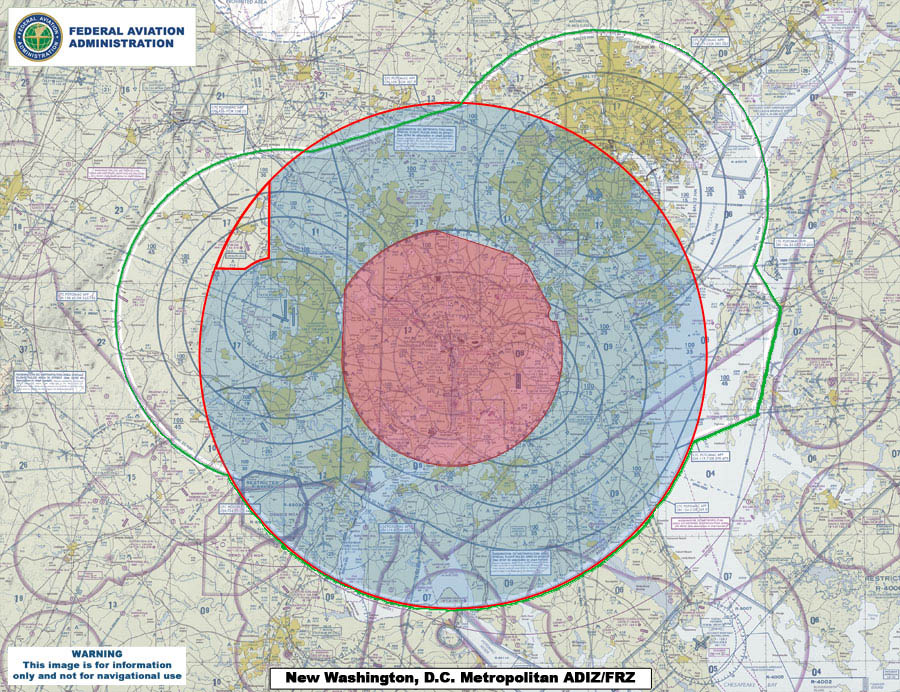
Un'ADIZ posizionata a protezione della città di Washington

La prima zona di identificazione per la difesa aerea fu attivata dagli Stati Uniti d'America in piena Guerra fredda, nel 1950. Le limitazioni al traffico aereo furono estese ben oltre le acque territoriali, garantendo così agli USA un cuscinetto di protezione da possibili attacchi aerei. L'anno successivo anche il Canada prese analoga decisione con l'attivazione della "CADIZ". Nel maggio del 2018, a seguito delle crescenti tensioni tra Russia e Canada, i confini a nord della CADIZ sono stati estesi fino a coprire tutto l'arcipelago artico canadese, parte del quale era rimasto fuori dalla precedente configurazione.
Gli Stati Uniti hanno definito quattro tipologie di ADIZ:
1. Domestic Air Defense Identification Zone: una zona all'interno del territorio dello Stato che si sviluppa lungo i suoi confini;
2. Coastal Air Defense Identification Zone: una zona che si sviluppa all'interno delle acque territoriali degli USA;
3. Distant Early Warning Identification Zone: una zona, anche indicata con l'acronimo "DEWIZ", che si svuiluppa al di sopra delle acque territoriali e della zona economica esclusiva dell'Alaska;
4. Land-based Air Defense Identification Zone: una zona che si sviluppa al di sopra di un'area metropolitana degli USA con dimensioni e caratteristiche variabili, attivata secondo necessità a mezzo NOTAM.

### Asia
Nell'Agosto del 1968 il Giappone, rivendicando da tempo le isole Isole Senkaku contese con la Cina, decise di attivare un'ADIZ che, a partire dall'arcipelago, proseguiva nelle acque internazionali, ribadendo così la propria posizione in merito alla sovranità sulle isole, di fatto amministrate dallo Stato nipponico. Nel novembre del 2013 la Cina ha deciso anch'essa di istituire unilateralmente un'ADIZ sopra le contese isole Diaoyu/Senkaku; la zona di identificazione si sovrappone completamente all'ADIZ giapponese contemporaneamente attiva, giungendo a ridosso delle acque territoriali cinesi e inglobando al suo interno anche una fetta dell'ADIZ predisposta dalla Corea del Sud a protezione del suo territorio (la cosiddetta "KADIZ").
Anche l'India è tra gli stati che hanno deciso la creazione di ADIZ per la difesa preventiva da possibili attacchi aerei e in particolare:
- ADIZ centrale, in prossimità del confine con il Nepal e in alcuni punti coincidente con esso;
- ADIZ est, a protezione di parte dei confini orientali dell'India con esclusione dello spazio aereo gestito dal  Bangladesh e dal Bhutan;
- ADIZ nord, a protezione del confine con la Cina e con il Pakistan;
- ADIZ sud, sovrastante le acque territoriali delle isole Laccadive;
- ADIZ ovest, a protezione del confine con il Pakistan;
- ADIZ sud-est, sovrastante le isole Andamane e Nicobare.

### Oceania
In occasione dei XXI Giochi del Commonwealth nell'aprile del 2018 l'Australia ha attivato due ADIZ di forma circolare, concentriche, di raggio rispettivamente di 30 e 90 NM, con l'Aeroporto di Gold Coast al centro. Le zone si estendevano fino al livello di volo 600 e agli aeromobili al loro interno, era richiesto obbligatoriamente il contatto radio con gli enti del controllo del traffico aereo, lo stretto rispetto del volo pianificato e l'interdizione di alcune rotte ATS.